# Geberit
Die Geberit AG ist ein Hersteller von Sanitärtechnik mit Sitz Rapperswil-Jona.
Der Konzern befindet sich vollständig im Streubesitz.

## Geschichte

### Gründung und Anfang

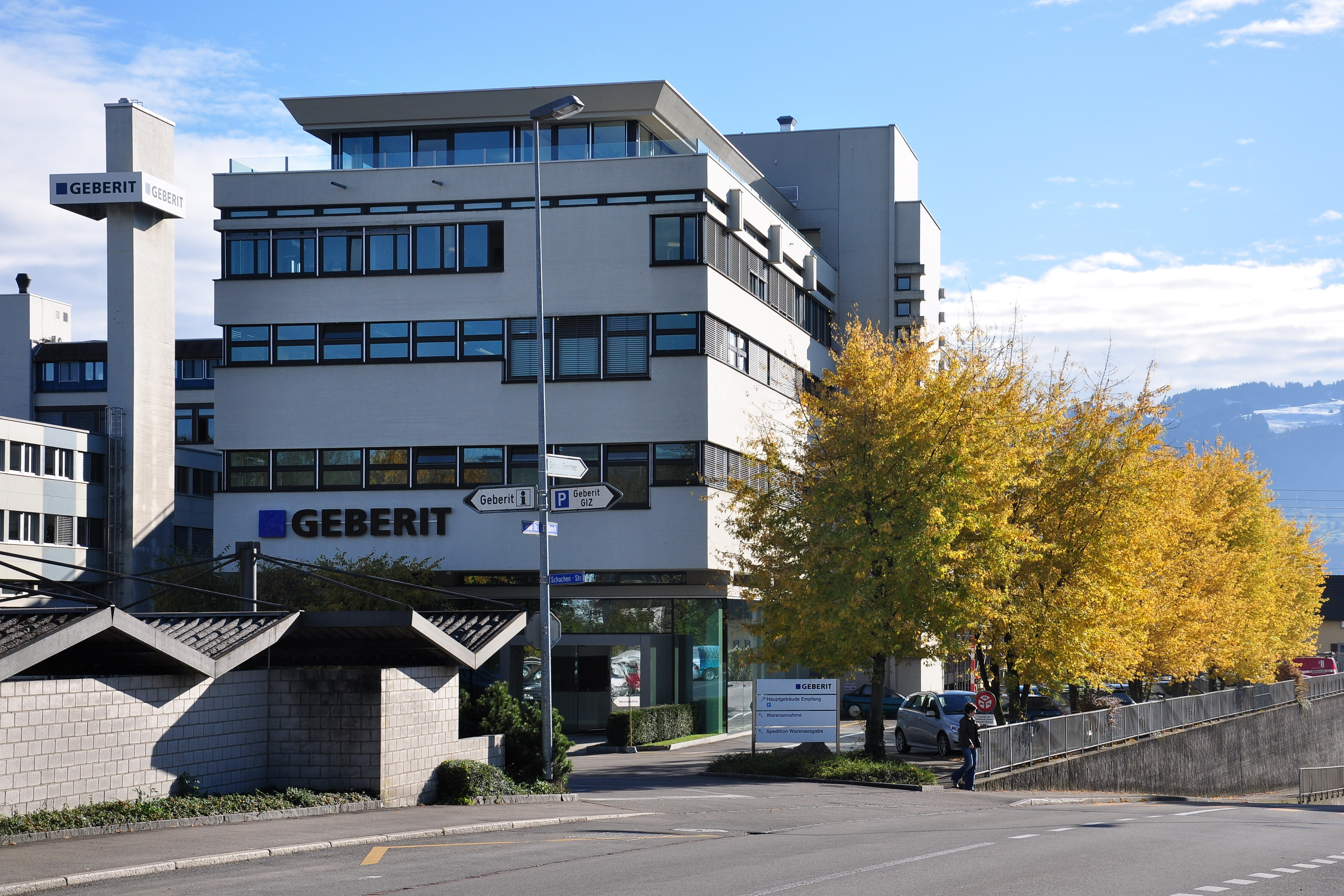
Firmensitz in Jona (SG)

Das Unternehmen wurde 1874 von Caspar Melchior Albert Gebert in Rapperswil in der Schweiz gegründet. In seinem Installationsbetrieb stellte er im Jahr 1900 einen Spülkasten aus Holz her. Durch diese Idee und Weiterentwicklungen im Bereich der WC-Keramik in England konnten Toiletten in Häusern installiert werden. Im Jahr 1905 wurden die Spülkästen bereits in Serie gefertigt. 1952 wurde der erste Spülkasten aus Kunststoff eingeführt. 1953 wurde Geberit als Markenname eingetragen. 
Das alte Fabrikgebäude wurde 1962 stillgelegt. 1990 wurde die Gebert Stiftung für Kultur errichtet, um die alte Fabrik in ein Kulturzentrum umzuwandeln. Nach einem Umbau für die Stadtbibliothek Rapperswil-Jona wurde die neue Alte Fabrik 2014 eingeweiht.

### Vom Familienunternehmen zur Publikumsgesellschaft
1991 übernimmt mit Günter F. Kelm erstmals ein Manager von ausserhalb der Familie den Vorsitz der Gruppengeschäftsleitung. Sechs Jahre später beschliessen die Familienaktionärinnen und -aktionäre, das Unternehmen an Finanzinvestoren zu verkaufen, da sich kein Mitglied der Familie Gebert für eine Nachfolge an der Unternehmensspitze findet.

### Internationalisierung
Der PVC-Spülkasten von Geberit wird in den frühen 1950er-Jahren schnell populär. Der Verkaufserfolg kommt aber nicht von ungefähr: Heinrich Gebert zieht sämtliche verfügbaren Vermarktungsregister, um den Bekanntheitsgrad des neuen Spülkastens in der Sanitärbranche so rasch wie möglich zu erhöhen. Er baut ein tragfähiges Beziehungsnetz zum Grosshandel auf und bewirbt den Spülkasten in Fachmedien und an Messen. Nach dem geglückten Verkaufsstart in der Schweiz wagt Geberit die Expansion ins Ausland. Mit dem Kunststoffspülkasten ist man zur richtigen Zeit am richtigen Ort: In Deutschland herrscht nach dem Zweiten Weltkrieg ein Bauboom. Die Absatzzahlen wachsen rasant. Deutschland wird schnell zum wichtigsten Markt. 
Nach 1955 geht die Expansion rasch weiter. In Paris entstehen 1959 und in Wien 1965 neue Vertriebsgesellschaften. Die 1960er-Jahre bringen stetiges Wachstum und erhebliche Erweiterungen der Produktionskapazitäten. In Österreich wächst der Absatz so stark, dass sich der Bau eines Produktionswerks mitsamt grossem Lager in Pottenbrunn aufdrängt. Weitere Länder kommen hinzu, und Geberit befindet sich auf dem Weg zu einem europaweit agierenden Unternehmen. Mit dem Ende des Kalten Kriegs expandiert das Unternehmen in den 1990er-Jahren auch in die Länder des ehemaligen Warschauer Pakts und startet dort Vertriebs- und Beratungsaktivitäten.
Von den weltweit 26 Produktionswerken (10 Keramikwerke, 11 Werke für Kunststoff und Metall, 5 für Verbundwerkstoffe und Metall) von Geberit ist das 1955 im baden-württembergischen Pfullendorf gegründete mit rund 1'500 Mitarbeitern das grösste im Ausland. Um das Schweizer Unternehmen in Pfullendorf ansiedeln zu können, baute die Stadt Pfullendorf das Firmengebäude, das Geberit fünf Jahre später kaufte. Hier wird heute das komplette Spülkastenprogramm gefertigt. Geberit ist einer der grössten Gewerbesteuerzahler der Stadt.
1999 wurde in Pfullendorf ein Hochregallager mit 10 vollautomatischen Fahrstrassen gebaut. Über 14 LKW-Rampen existieren. Der Versand mit der Bahn wurde 2002 eingestellt. Im Januar 2010 kam zu dem bereits in Pfullendorf befindlichen Logistikzentrum ein neues hinzu, welches die komplette europäische Logistik abwickelt. Es beliefert die rund 5'000 Vertriebshändler weltweit. Für den Bau des 27 Millionen Euro teuren und 35 Meter hohen Hochregallagers wurden 1500 Tonnen Baustahl verbaut, 28'000 Kubikmeter Erde bewegt und insgesamt 38'000 Quadratmeter Fläche überbaut. Die beiden Hochregallager verfügen über 51'000 Palettenplätze. Durchschnittlich erreichen und verlassen täglich 150 vollbeladene Lastwagen Pfullendorf. 2017 hatte Geberit den 40 Mio. CHF teuren Ausbau des zentralen Logistiklagers in Pfullendorf abgeschlossen.
1997 verkaufte die Familie Gebert das Unternehmen an den britischen Finanzinvestor Doughty Hanson & Co. Die Konzernleitung beteiligte sich zusammen mit weiteren Führungskräften am Unternehmen und konnte so die Eigenständigkeit der Geberit-Gruppe bewahren.
Mitte Juli 2017 kündigte Geberit nach monatelangen Verhandlungen mit den Gewerkschaften an, zwei Keramikwerke in Frankreich zu schliessen. Die Keramikproduktion in Digoin wird eingestellt und das Werk in La Villeneuve-au-Chêne geschlossen.

### Börsengang
Seit 1999 ist das Unternehmen an der Schweizer Börse SIX Swiss Exchange kotiert. Geberit wurde im November 2004 in den neuen SMI MID Performance Index (SMIM) aufgenommen. Die Aktien von Geberit sind zudem im Swiss Leader Index (SLI) und seit dem 14. Juni 2012 im Swiss Market Index (SMI) enthalten.

### Akquisitionen
Das Unternehmen erwarb 2002 die Chicago Faucets Company, USA, und 2004 die Mapress Holding GmbH, Deutschland.
Im Februar 2015 hat Geberit den finnischen Sanitärkeramikhersteller Sanitec für 9,7 Milliarden schwedische Kronen (rund 1,06 Milliarden Euro) übernommen.

## Unternehmen

### Strategie
Das Unternehmen stützt sich auf vier strategische Pfeiler: Fokus auf Sanitärtechnologie, Bekenntnis zur Innovation, selektive geographische Expansion und kontinuierliche Geschäftsprozess-Optimierung.
Seit Jahren setzt das Unternehmen auf das dreistufige Vertriebsmodell bzw. die Push-Pull-Strategie. Konkret werden die Produkte von Geberit über den Grosshandel vertrieben. Das Unternehmen schult aber jährlich mehr als 100'000 Installateure und Entscheidungsträger in einem der weltweit 25 Ausbildungszentren oder an externen Schulungen.
Für die Innovationskraft des Unternehmens, die Gestaltung der Produkte sowie die konsequente Orientierung zu Nachhaltigkeit erhielt Geberit schon verschiedene Auszeichnungen.

## Produktionsstandorte
Auswahl:
Schweiz:
- Geberit Produktions AG, Rapperswil-Jona
- Geberit Apparate AG, Rapperswil-Jona
- Geberit Fabrication SA, Givisiez

Deutschland:
- Geberit Produktions GmbH, Pfullendorf, Landkreis Sigmaringen, Baden-Württemberg
- Geberit Mapress GmbH, Langenfeld, Kreis Mettmann, Nordrhein-Westfalen
- Geberit Lichtenstein GmbH, Lichtenstein, Landkreis Zwickau, Sachsen
- Geberit Keramik GmbH, Haldensleben, Sachsen-Anhalt

Österreich:
- Geberit Produktions GmbH & Co. KG, Pottenbrunn
- Geberit Huter GmbH, Matrei am Brenner

Italien:
- Geberit Produzione S.p.a., Villadose

Slowenien:
- Geberit Sanitarna tehnika d.o.o., Ruse

Indien:
- Geberit India Manufacturing Pvt. Ltd., Bangalore

China:
- Geberit Plumbing Technology Co. Ltd., Schanghai

USA:
- Starline Manufacturing, Milwaukee
- The Chicago Faucet Company, Des Plaines

## Produkte
Geberit-Produkte sind in über 100 Ländern weltweit anzutreffen.
- Der Produktbereich Installations- und Spülsysteme umfasst die gesamte Sanitärinstallationstechnik sowie Spüllösungen für WCs und ist in die beiden Produktlinien Installationssysteme und Spülkästen & Innengarnituren unterteilt.
- Der Produktbereich Rohrleitungssysteme umfasst die gebäudeinterne Rohrleitungstechnik für Trinkwasser, Heizung, Gas und andere Medien und ist in die Produktlinien Gebäudeentwässerungssysteme und Versorgungssysteme unterteilt.
- Der Produktbereich Badezimmersysteme umfasst Einrichtungen in einem Badezimmer und ist unterteilt in die Produktlinien Badezimmerkeramiken & Möbel, Duschen & Badewannen, Armaturen & Steuerungen sowie Dusch-WCs Geberit AquaClean (Nachfolgegeneration des Dusch-WCs Balena)[17]